# Georg Heinrich Schuster
Georg Heinrich Schuster (* 6. November 1799 in Einbeck; † 20. Januar 1890 in Hannover) war ein deutscher Architekt und Vater von Eduard Schuster.

## Leben und Werk

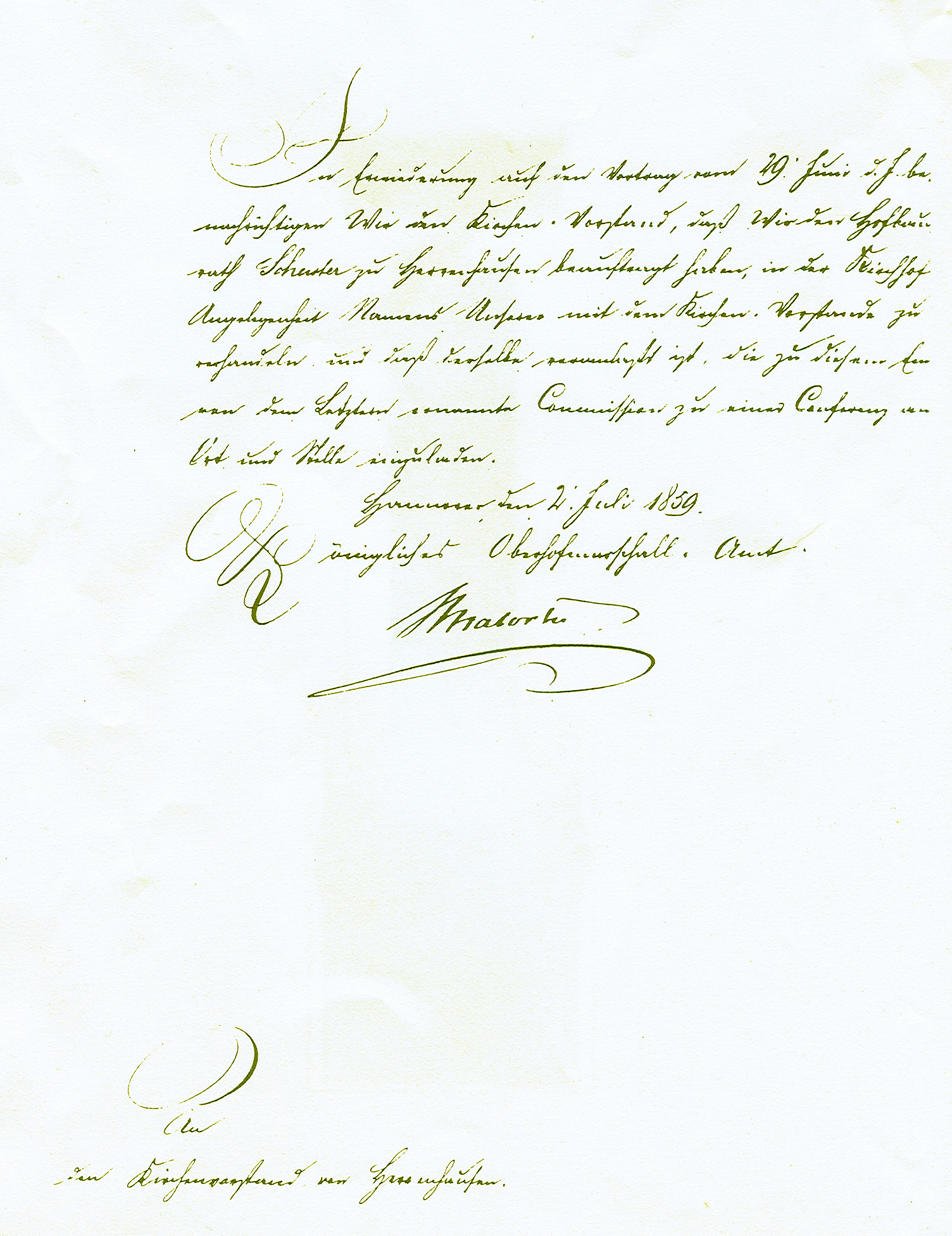
1859: Brief von von Malorties, vertreten durch Schuster, zwecks Errichtung des Herrenhäuser Friedhofs

Georg Heinrich Schuster wurde als Sohn des Stadtbauvogts in Einbeck geboren. Nachdem er dort das Gymnasium besucht hatte, ließ er sich in Northeim und Göttingen ausbilden.
Ab 1818 war Schuster im Hofbauwesen in Hannover tätig und wurde 1857 schließlich Hofbaurat.
Er arbeitete mit Georg Ludwig Friedrich Laves, dem führenden Architekten des Königreichs Hannover, ebenso zusammen wie mit Justus Heinrich Jakob Molthan. Dabei war Schuster insbesondere für die Unterhaltung des Baubestandes und die Neubauten in den Gartenbezirken von Herrenhausen, von Schloss Monbrillant und dem königlichen Küchengarten zuständig.
Schuster war ausführender Architekt für das von Laves geplante Welfenmausoleum im Berggarten von Herrenhausen.
Nachdem er 1848 im Großen Garten in Herrenhausen die Fassade der Grotte erneuert hatte, wurde er 1854 „Dirigent des Fontänenwesens“.
Als Stellvertreter des Oberhofmarschalls Carl Ernst von Malortie wirkte Schuster 1859 bei der Errichtung des Herrenhäuser Friedhofs mit.
1860 bis 1863 baute er mit Richard Auhagen die Wasserkunst an der Leine, 1862 den eisernen Laubengang im Großen Garten, darüber hinaus Gewächshäuser und Brücken.
Kurz vor dem Ende des Königreichs Hannover gestaltete Schuster 1864/65 die Fassade des Fürstenhauses um: In Anlehnung der durch Laves konzipierten Umgestaltung von Schloss Herrenhausen verkleidete Schuster das Fachwerkgebäude mit einem gelben Rustika-Verputz und versah es mit hölzernen Fenster- und Türrahmungen.
In den Jahren 1875 bis 1876 schuf Schuster gemeinsam mit Ferdinand Wallbrecht das Militärreitinstitut an der Vahrenwalder Straße.
Schuster war Gründungsmitglied des Architekten- und Ingenieur-Vereins für das Königreich Hannover.

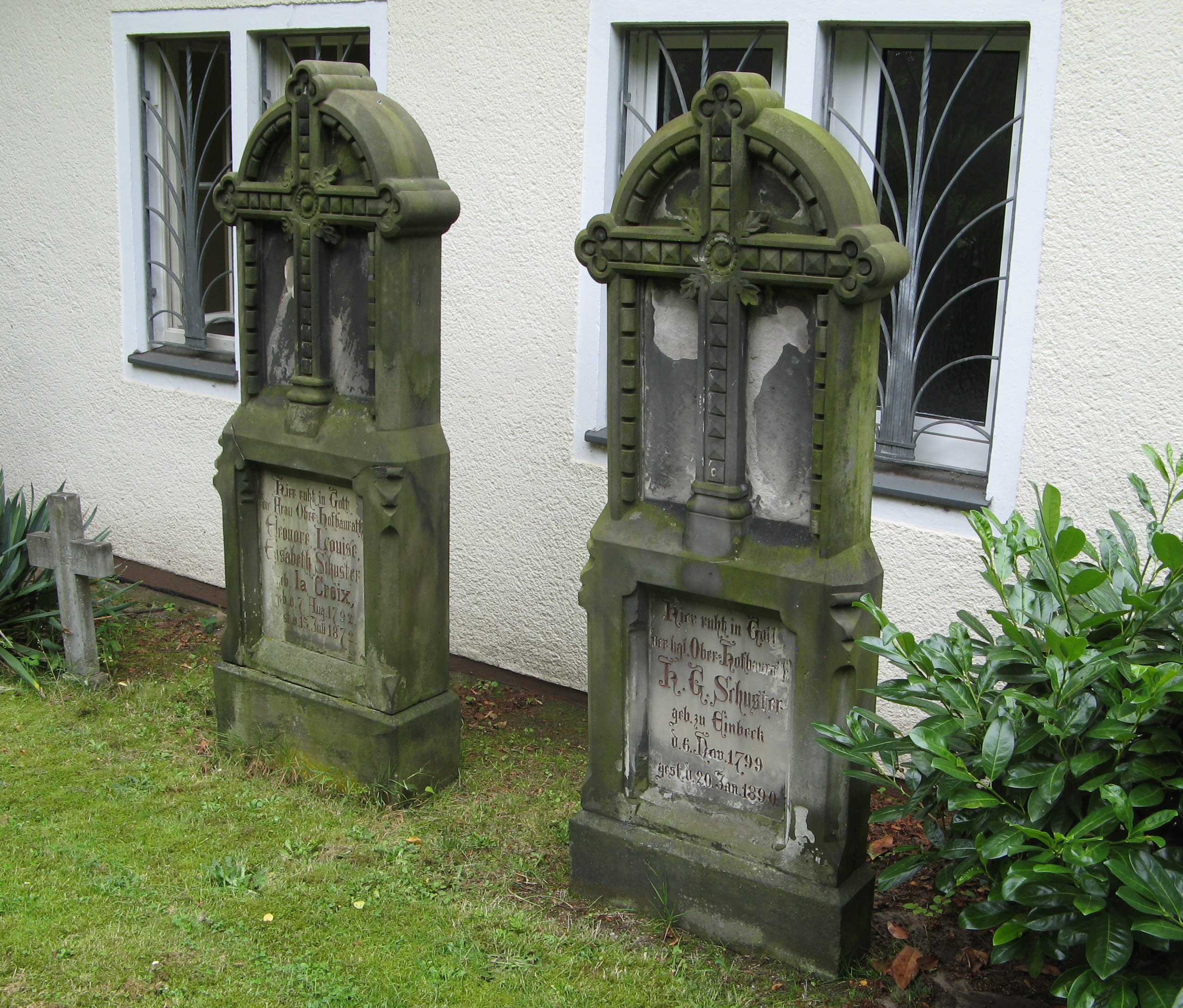
Grabmale von kgl. Ober-Hofbaurat H. G. Schuster (rechts) und seiner Frau (links) auf dem Herrenhäuser Friedhof

Sein Grabstein mit der Titulierung königlicher "Ober-Hofbaurat" steht auf dem Herrenhäuser Friedhof.

## Schriften
- Das Mausoleum zu Herrenhausen von Oberhofbaudirektor Laves, mitgetheilt vom Oberhofbaurat Schuster. In: Zeitschrift des Architekten- und Ingenieur-Vereins zu Hannover, Nummer 19, 1873, Spalte 33 ff.